# Slite landsfiskalsdistrikt
Slite landsfiskalsdistrikt var 1918–1964 ett landsfiskalsdistrikt i Gotlands län, bildat när Sveriges indelning i landsfiskalsdistrikt trädde i kraft den 1 januari 1918, enligt beslut den 7 september 1917. Den 1 januari 1965 avskaffades i Sverige samtliga landsfiskaler och landsfiskalsdistrikt, och deras arbetsuppgifter delades upp på de nyskapade indelningarna polisdistrikt, åklagardistrikt och kronofogdedistrikt.
Landsfiskalsdistriktet låg under länsstyrelsen i Gotlands län.

## Ingående områden
Den 1 januari 1936 ombildades Othems landskommun till Slite köping. När Sveriges nya indelning i landsfiskalsdistrikt trädde i kraft den 1 oktober 1941 (enligt kungörelsen den 28 juni 1941) tillfördes kommunerna Lummelunda, Martebo, Stenkyrka och Tingstäde från det upplösta Visby landsfiskalsdistrikt När Sveriges nya indelning i landsfiskalsdistrikt trädde i kraft den 1 januari 1952 (enligt kungörelsen 1 juni 1951) ändrades distriktets omfattning.

### Från 1918
Gotlands norra härad:
- Boge landskommun
- Bunge landskommun
- Bäls landskommun
- Fleringe landskommun
- Fårö landskommun
- Halls landskommun
- Hangvars landskommun
- Hejnums landskommun
- Hellvi landskommun
- Källunge landskommun
- Lärbro landskommun
- Othems landskommun
- Rute landskommun
- Vallstena landskommun

### Från 1936
Gotlands norra härad:
- Boge landskommun
- Bunge landskommun
- Bäls landskommun
- Fleringe landskommun
- Fårö landskommun
- Halls landskommun
- Hangvars landskommun
- Hejnums landskommun
- Hellvi landskommun
- Källunge landskommun
- Lärbro landskommun
- Rute landskommun
- Slite köping
- Vallstena landskommun

### Från 1 oktober 1941
Gotlands norra härad:
- Boge landskommun
- Bunge landskommun
- Bäls landskommun
- Fleringe landskommun
- Fårö landskommun
- Halls landskommun
- Hangvars landskommun
- Hejnums landskommun
- Hellvi landskommun
- Källunge landskommun
- Lummelunda landskommun
- Lärbro landskommun
- Martebo landskommun
- Rute landskommun
- Slite köping
- Stenkyrka landskommun
- Tingstäde landskommun
- Vallstena landskommun

### Från 1 januari 1952
- Fårösunds landskommun
- Lärbro landskommun
- Slite köping